# Veney
Veney ist eine französische Gemeinde mit 53 Einwohnern (Stand 1. Januar 2022) im Département Meurthe-et-Moselle in der Region Grand Est (vor 2016 Lothringen). Sie gehört zum Arrondissement Lunéville und zum Kanton Baccarat.

## Geografie
Die Gemeinde liegt etwa 53 Kilometer südöstlich von Nancy im Südosten des Départements Meurthe-et-Moselle. Weite Teile der Gemeinde sind bewaldet. Nachbargemeinden sind Vacqueville im Nordwesten, Norden und Nordosten, Neufmaisons im Osten, Bertrichamps im Süden sowie Merviller im Westen.

## Geschichte
Die heutige Gemeinde wurde 1327 als Venneiz erstmals in einem Dokument erwähnt. Veney gehörte zur Vogtei (Bailliage) Vic und somit zur Provinz Trois-Évêchés (Drei Bistümer), die faktisch 1552 an Frankreich fiel. Bis zur Französischen Revolution lag die Gemeinde dann im Grand-gouvernement de Lorraine-et-Barrois. Von 1793 bis 1801 war die Gemeinde dem Distrikt Blâmont und dem Kanton Badouviller zugeteilt. Seit 1801 ist sie Teil des Kantons Baccarat und zudem dem Arrondissement Lunéville zugeordnet. Die Gemeinde lag bis 1871 im alten Département Meurthe.

## Bevölkerungsentwicklung
| Jahr                       | 1962 | 1968 | 1975 | 1982 | 1990 | 1999 | 2007 | 2019 |
| Einwohner                  | 47   | 39   | 22   | 29   | 42   | 42   | 51   | 52   |
| Quellen: Cassini und INSEE |      |      |      |      |      |      |      |      |

## Verkehr
Veney liegt nahe der Bahnstrecke von Lunéville nach Saint-Dié-des-Vosges. In der Nachbargemeinde Bertrichamps und in Baccarat sind die nächstgelegenen Haltestellen. Unweit der Gemeinde führt die N59 mit einem Vollanschluss in Bertrichamps vorbei. Für den regionalen Verkehr ist die D167/167a wichtig, die durch das Dorf führt.

## Sehenswürdigkeiten
- zwei Wegkreuze im Wald (Bois du Basseret) und im Dorf (an der Rue des Fontaines)
- Gedenkstele und Gedenkplatte für die Gefallenen[1][2]

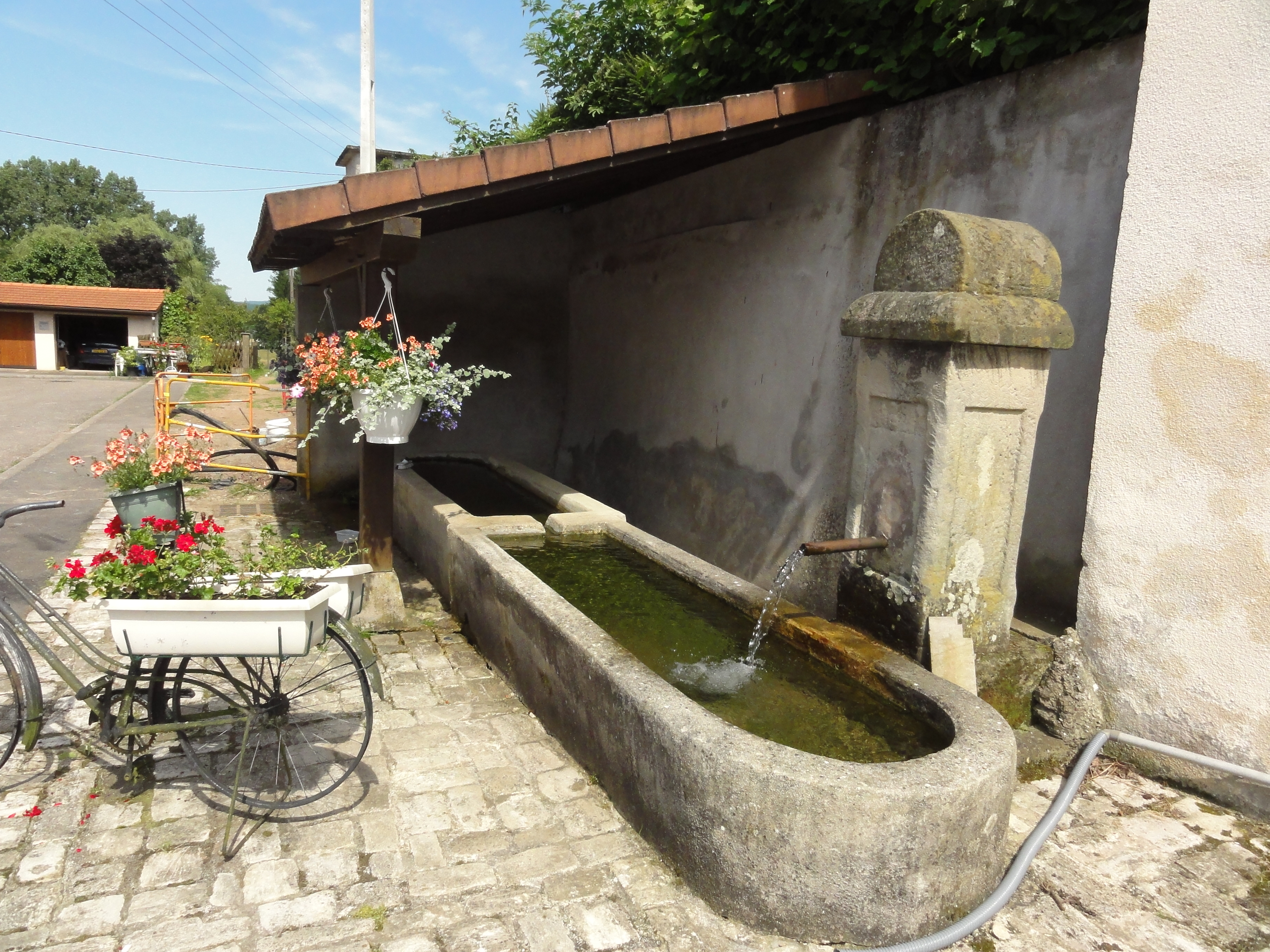
Dorfbrunnen
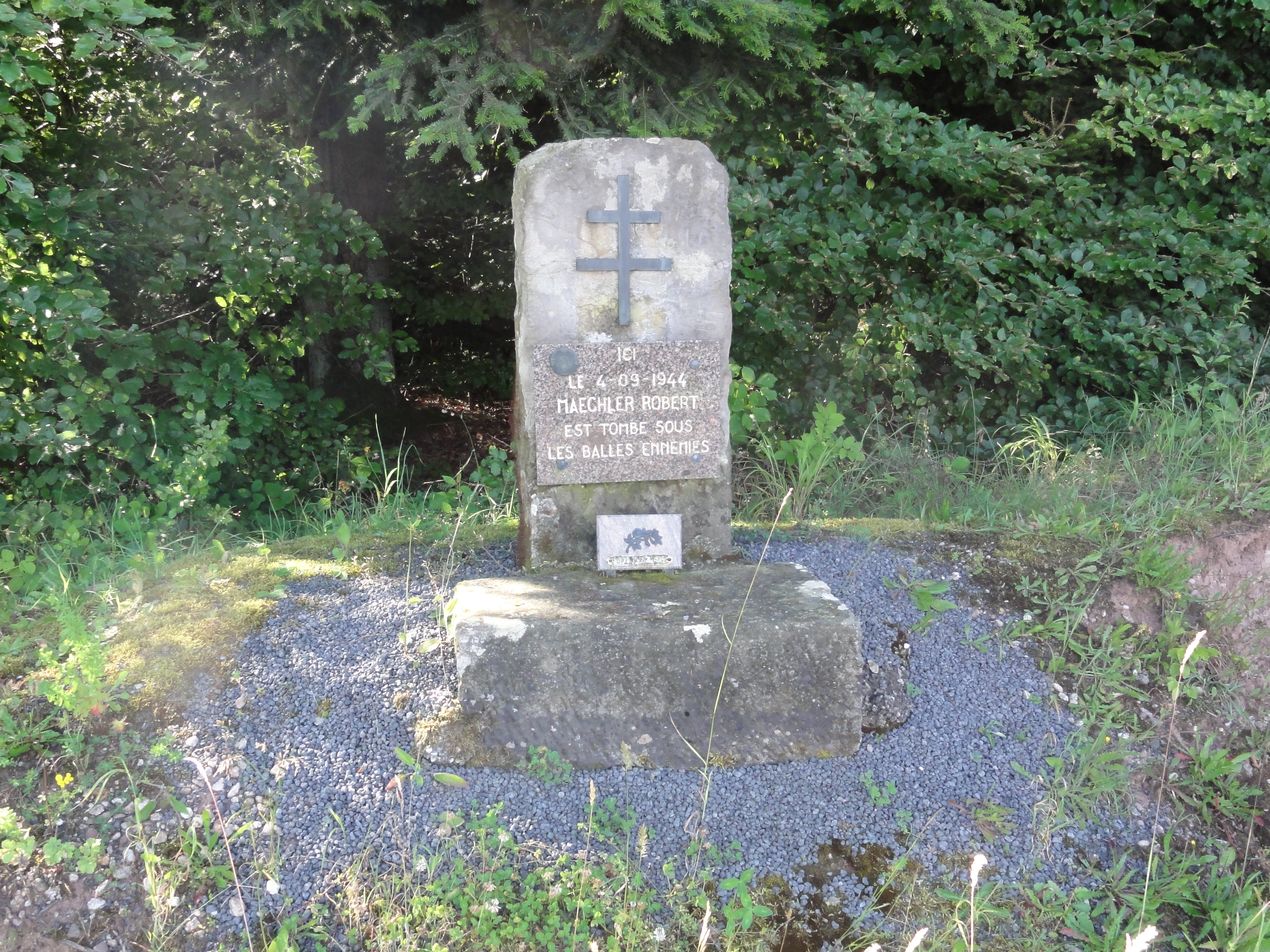
Gedenkstätte für einen Gefallenen
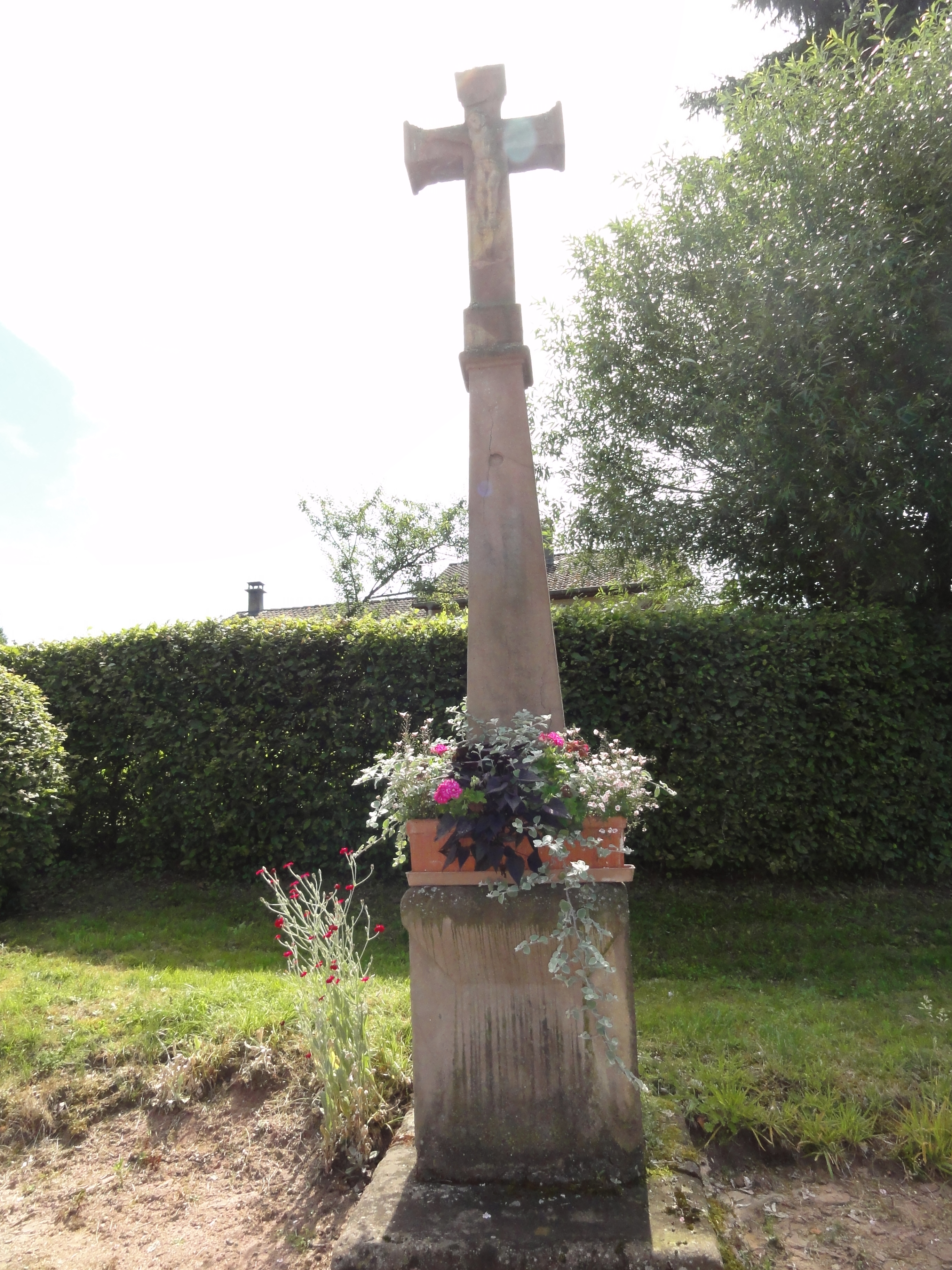
Wegkreuz an der Rue des Fontaines
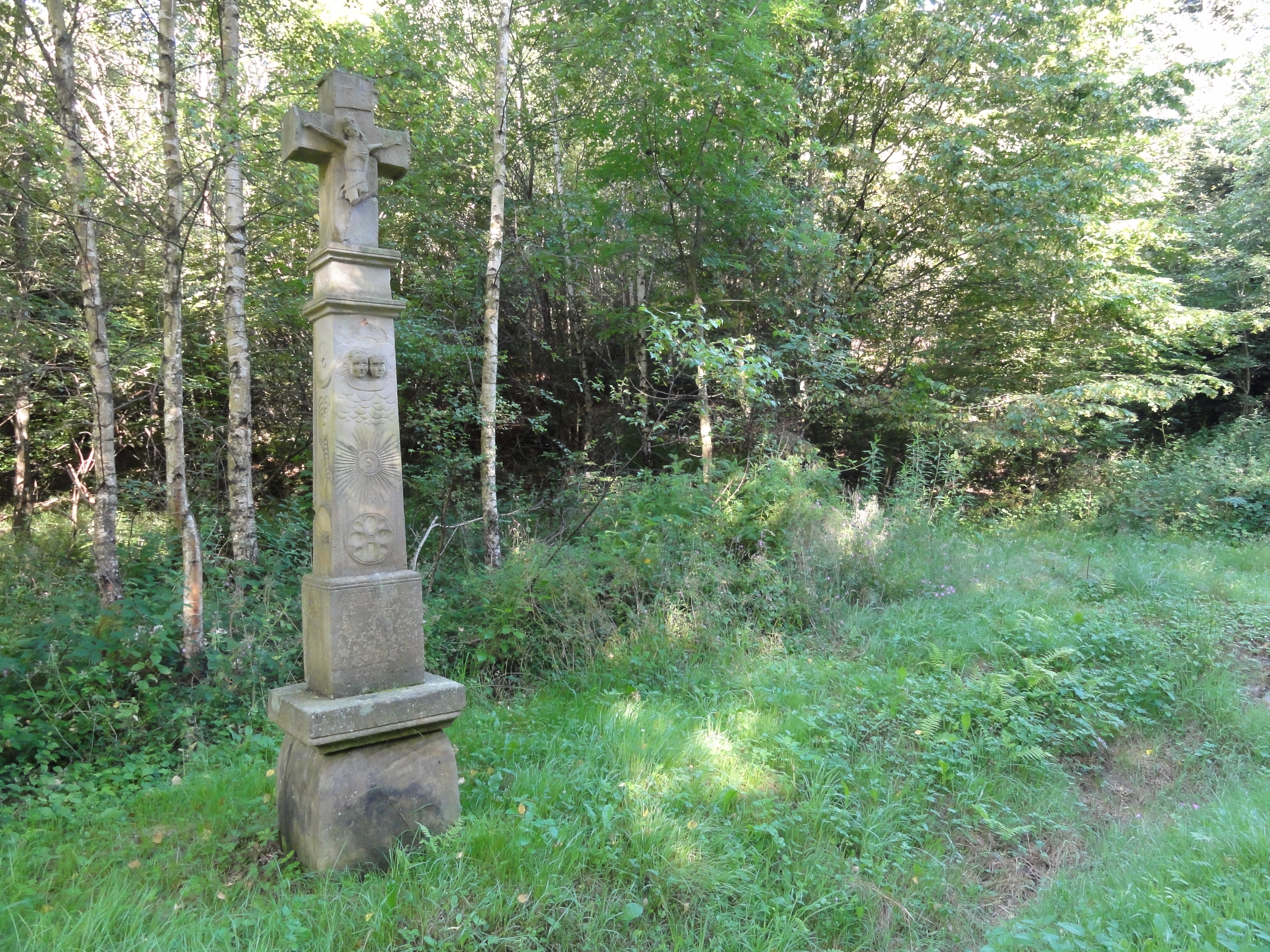
Wegkreuz im Wald (Bois du Basseret)
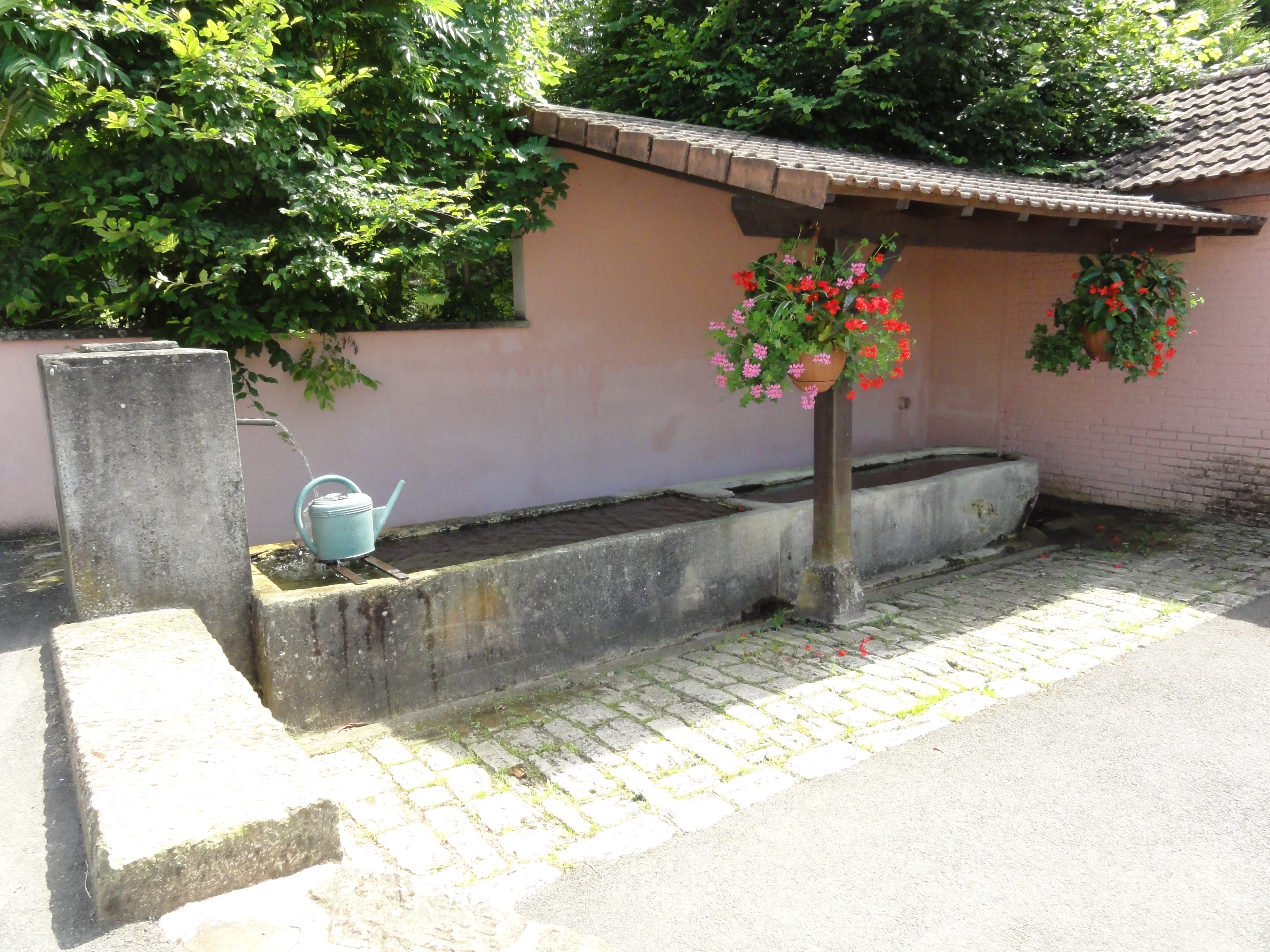
Lavoir der Gemeinde

- Lavoir (Waschhaus)

- Dorfbrunnen
- Gedenkstätte für einen Gefallenen
- Wegkreuz an der Rue des Fontaines
- Wegkreuz im Wald (Bois du Basseret)
- Lavoir der Gemeinde